# DNK Music
DNK Music — независимый лейбл и музыкальный дистрибьютор. Вот некоторые факты о компании:
- на рынке уже 5 лет;
- работает с именитыми артистами, новичками и лейблами;
- придерживается креативного подхода к работе с музыкой;
- одинаково относится к виральным тик-ток-артистам и нишевым музыкантам;
- среди артистов, с которыми сотрудничает компания, — 10AGE, Kristina Si, Dose, DASHXX, Lida, VACÍO, pavluchenko, Cafard, Kai Angel;
- имеет более 45 музыкальных жанров в каталоге;
- сотрудничает с более чем 500 артистами;
- располагает партнёрами в дистрибуции и синхронизации.